# Melitaea aurelia
Mélitée des digitales
Espèce
Le Mélitée des digitales ou Mélitée de Nickerl (Melitaea  aurelia) est une espèce de lépidoptères (papillons) appartenant à la famille des Nymphalidae, à la sous-famille des Nymphalinae, à la tribu des Melitaeini, et au genre Melitaea.

## Noms vernaculaires
- En français : la Mélitée des digitales, la Mélitée de Nickerl, le Damier Aurélie[1].
- En anglais : Nickerl's Fritillary.
- En allemand : Ehrenpreis-Scheckenfalter[2].

## Description
L'imago présente un dessus marron à franges entrecoupées, ornementé de bandes de damiers orange avec des espacements réguliers entre les lignes discale, postdiscale, marginale et submarginale et laissant une partie basale marron.
Le revers des antérieures est orange orné de quelques points marron, celui des postérieures est à bandes de damiers blanc crème et jaune avec une double ligne marginale jaune.
Dans la forme nominale présente de l'Europe au Sud-Ouest de la Sibérie, il existe des variations qui sont liées aux conditions écologiques. Le dimorphisme sexuel est faible.

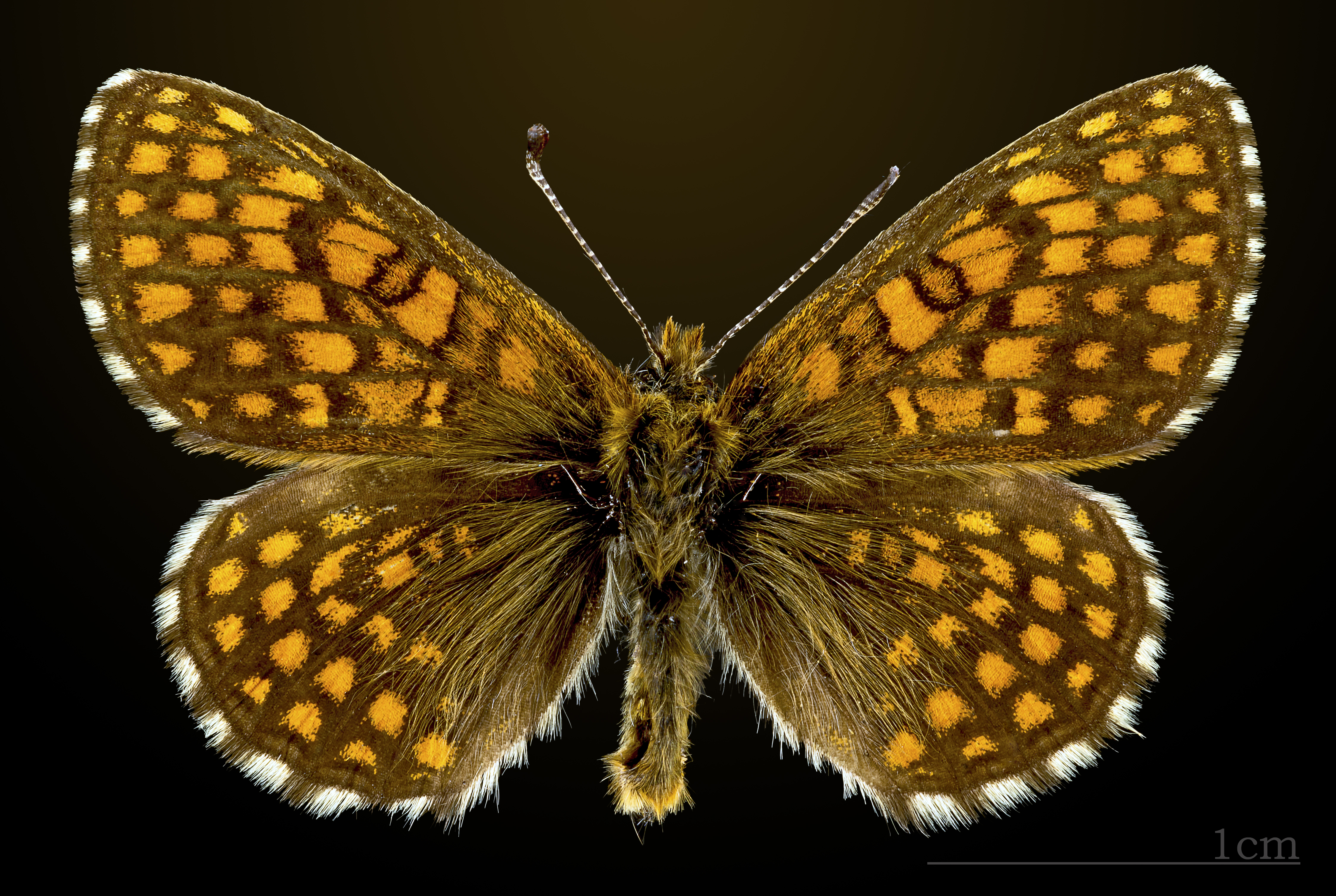
Face dorsale MHNT
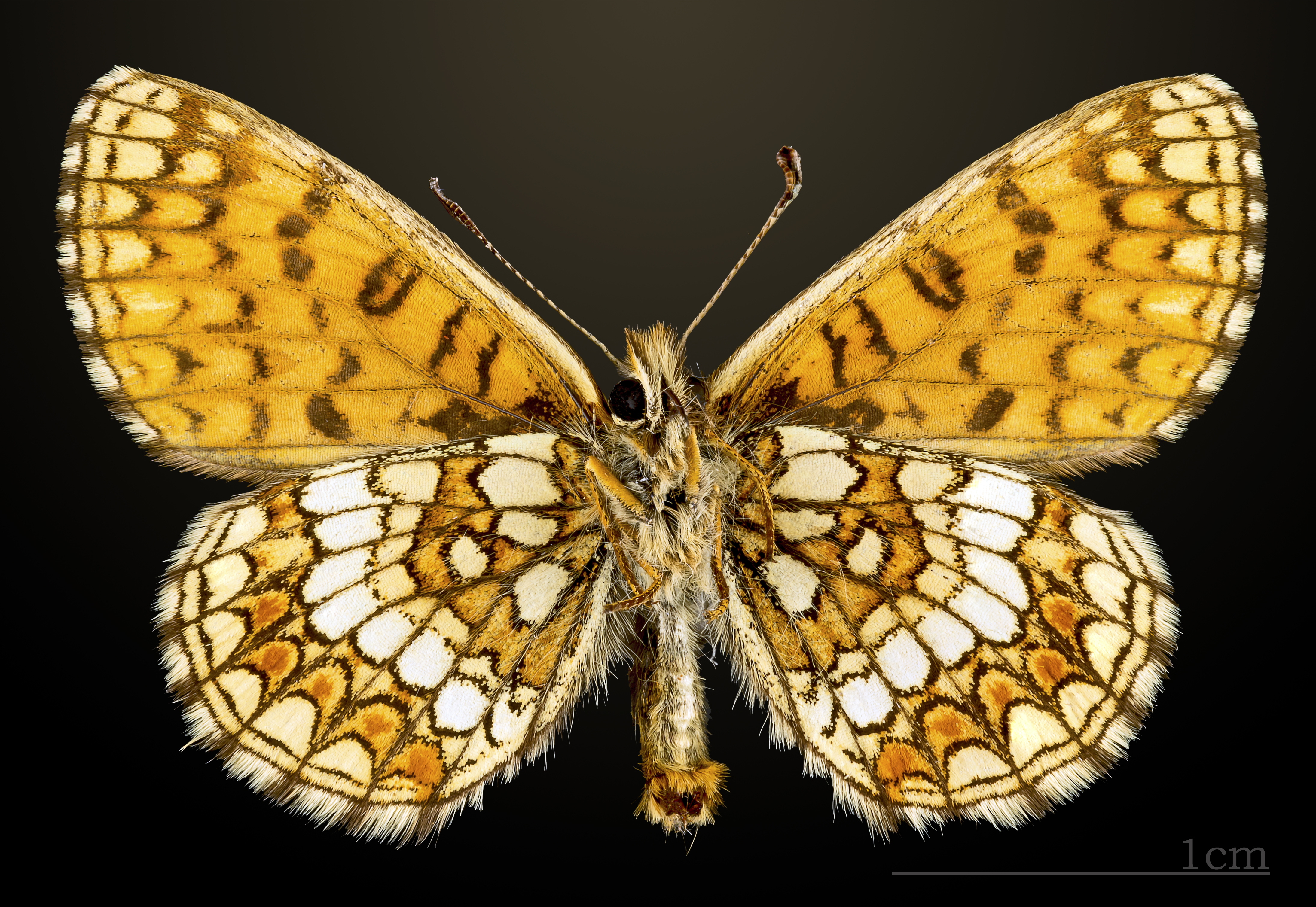
Revers

## Biologie

### Période de vol et hivernation
La Mélitée des digitales vole en une seule génération entre le début juin et la fin juillet.
Elle hiverne au stade de chenille, en groupe.

### Plantes-hôtes
Les plantes-hôtes de la chenille sont des plantains (Plantago), principalement Plantago lanceolata, ainsi que des véroniques (Veronica), Melampyrum, Chrysanthemum et Digitalis,.

## Écologie et distribution
La Mélitée des digitales est présente dans le centre de l'Europe, la Turquie, le Nord du Kazakhstan, le Sud-Ouest de la Sibérie et l’Asie centrale,.
En Europe, son aire de distribution va du centre de la France à la Lettonie et au Nord de la Grèce en passant par tous les pays du centre de l'Europe.
En France métropolitaine, l'espèce est présente dans une quinzaine de départements du quart nord-est, ainsi qu'en Maine-et-Loire, dans la Seine-Maritime, l'Isère, les Hautes-Alpes et les Alpes-de-Haute-Provence.

### Biotope
C'est un papillon des landes ou tout autre lieu herbu découvert.

## Systématique
L'espèce Melitaea aurelia a été décrite par l'entomologiste tchèque František Antonín Nickerl en 1850.

### Synonymes
- Papilio athalia minor Esper, 1784 [7]
- Papilio parthenie Borkhausen, 1788
- Mellicta aurelia (Nickerl, 1850)

### Sous-espèces
- Melitaea aurelia aurelia – Ouest de la France, Sud de l'Europe, Sud-Ouest de la Sibérie
- Melitaea aurelia albimacula (Wojtusiak & Niesolowski, 1946) – Caucase
- Melitaea aurelia ciscaucasica Rjabov, 1926 – Nord du Caucase
- Melitaea aurelia distans (Higgins, 1955) – Est du Tien-Shan[2]
- Melitaea aurelia imitatrix – Alpes

## La Mélitée des digitales et l'Homme

### Protection
Melitaea aurelia a été classé comme « vulnérable » (VU) sur la liste rouge des rhopalocères de France métropolitaine en 2012, et comme « quasi-menacée » (NT) sur la liste rouge européenne en 2010.